# Teza
Teza (russisk: Теза) er en flod i Ivanovo oblast i Rusland. Den er en venstre biflod til Kljazma (i Volgas afvandingsområde), og er 192 km lang, med et afvandingsareal på 3450 km². Den er frosset til fra månedsskiftet november/december til forårsflommen i april. Byen Sjuja ligger ved Teza.
56°31′14″N 41°54′42″Ø / 56.5206°N 41.9117°Ø